# Synodontis vaillanti
Synodontis vaillanti är en fiskart som beskrevs av Boulenger, 1897. Synodontis vaillanti ingår i släktet Synodontis och familjen Mochokidae. IUCN kategoriserar arten globalt som otillräckligt studerad. Inga underarter finns listade i Catalogue of Life.